# 正誤表

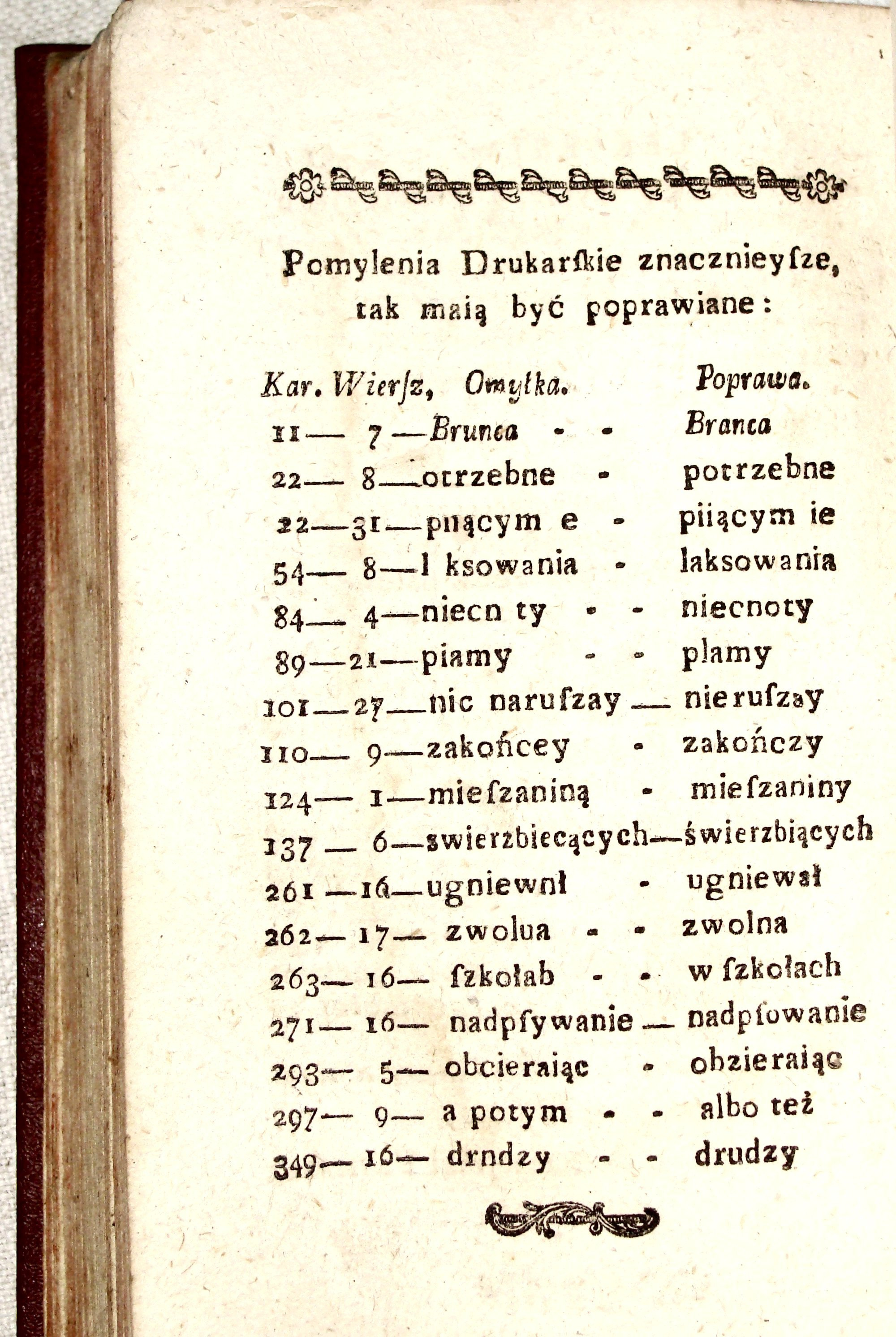
1793年に発行された書籍の正誤表

正誤表（せいごひょう）またはエラッタ（英語：errata、corrigenda）は、出版物の誤植を正すために、誤植箇所と正しい記述を列挙したものである。

## 概要
辞書・専門書や、全集・講座のように、高額でたびたび改版（買い替え）するわけにはいかない書籍に挟まれることがある。正誤表は小さな紙一枚に収まるものから、誤植があまりにも多いためにパンフレットのように膨れ上がることもある。なお、全集・講座の類では、次回配本に付されている月報が正誤表を兼ねている事がある。
誤植箇所に貼り付けて訂正出来るように、シールになっている正誤表も存在する。
コンピュータ関連書籍など、分野によっては正誤表がウェブサイトで公開されている場合もある。これは読者層がインターネット利用者が多いと想定されているためである。小説や一般書の著者が自身のサイトに正誤表を掲載しているケースもある。
書籍の最新版をウェブサイトなどでPDFで配布しているサイトがある場合、ダウンロードしたPDFファイルをすべて再印刷しなおすか、ファイルから誤植があったページのみを抜き出して印刷し誤植のあったページと置き換えると、正誤表と書籍を照らしあわせながら誤植を訂正する手間を省くことができ、正誤表を利用しないで済む。
ヒューマンエラーが起こりうる限り、正誤表にも誤植が含まれている可能性はある。
JTB時刻表においては、編集の都合上直接修正ができず、巻頭のページに正誤表を掲載している。
また自動車などのカタログでは、単純な誤植や写真の入れ間違いなどがあった際だけではなく、仕様変更を告知するために添えられることもある。
なお、英単語の「errata」は文法的には複数形であり、個々の正誤は単数形の「erratum」（エラッタム）と呼ぶのが正しい。

## 実例
ここでは具体例を掲載する。正誤表は以下のような書体で書籍に挟み込まれていることがある。
- 7ページ3段落 5行目 （誤）正娯表も存在する。 → （正）正誤表も存在する。
- 8ページ7段落 38行目（誤）両親的　→　（正）良心的

## 逸話

### 夏目漱石『文学論』
夏目漱石が大倉書店から刊行した『文学論』は誤植だらけで、後に8ページあるいは16ページの正誤表が作られるほどであり、漱石は癇癪を起こしたが、弟子の寺田寅彦は「行き届いた正誤表がついているという意味からは、著者の良心的なことを示すわけです」とフォローした。

### 宮沢賢治『春と修羅』
宮沢賢治の詩集『春と修羅』は、印刷中に誤植が発見された。恐縮する担当者に賢治は、そんなことは正誤表をつければ良いでしょうと全く動じなかった。結局『春と修羅』は正誤表を本文と同様に印刷して一緒に製本し、刊行された。

## トレーディングカードゲームにおけるエラッタ
トレーディングカードゲームにおいては、「既に発売されているカードのテキストを変更する」という名目でエラッタと呼ばれる。多くの場合は印刷時の不備や、後続で発売されるカードセットと従来カードとのルール的な矛盾点を解消する為に行われ、告知後に生産するカードのテキストは変更された状態となっている。「告知は行わずに書き換えたカードを発行し始める」ケースや、「告知のみで書き換えはしない」ケース、ゲームによっては「告知・書き換えのいずれも行わず、解釈だけを黙って変更する」というケースも存在する。
変更される前のカードは、多くの場合「ゲームで使用はできる。ただし、動かし方は最新のテキストに従う」という方式を取られている。

## その他の用法
プロセッサのロジックにおける設計の誤り・不具合もエラッタと呼ばれる。
- Pentium FDIV bug
- Pentium F00F bug
- AMD PhenomのTLBエラッタ